# Riviera di Chiaia

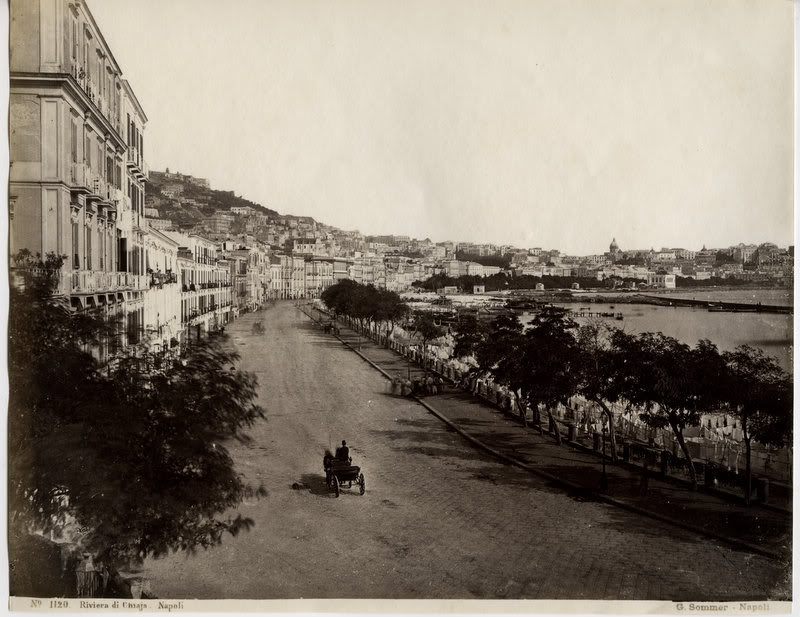
Photographie de la Riviera di Chiaia en 1865 par Giorgio Sommer.

La Riviera di Chiaia est une voie de Naples qui longe la baie de Naples et qui part de la piazza della Vittoria et conduit à la piazza della Repubblica dans le quartier de Chiaia. 
Elle est ouverte en 1697 par Luis Francisco de la Cerda y Aragón, duc de Medinaceli, mais subit des changements dans les siècles suivants. De grandes familles aristocratiques y firent construire leur palais jusqu'au XIXe siècle.

## Édifices remarquables
À partir de la piazza della Vittoria, on remarque les édifices suivants:
- Palazzo Ravaschieri
- Palazzo Caracciolo di San Teodoro
- Palazzo Ischitella
- Palazzo Cioffi
- Palazzo Pignatelli di Strongoli
- Palazzo Ruffo della Scaletta
- Villa Pignatelli
- Palazzo Caravita di Sirignano
- Palazzo Serracapriola
- Palazzo Battiloro
- Église San Giuseppe a Chiaia
- Palazzo Guevara di Bovino
- Palazzo Mirelli di Teora
- Église Santa Maria della Neve in San Giuseppe

## Littérature
Mary Shelley en fait le lieu de naissance de Frankenstein dans son roman du début du XIXe siècle, Frankenstein.